# James Oldshue
James Young Oldshue (ur. 19 kwietnia 1925 r. w Chicago, zm. 18 stycznia 2007 w Sarasocie) – amerykański inżynier chemik, wykładowca akademicki, wybitny znawca procesów mieszania oraz mechaniki płynów. Autor wielu patentów z tego zakresu, jak również ponad 100 prac naukowych, pośród których znajduje się także podręcznik Fluid Mixing Technology (wydany po raz pierwszy w roku 1983). Współpracownik oraz doktorant Johna Rushtona. Od nazwisk obu inżynierów nazwano kolumnę Oldshue'a-Rushtona, służącą do ekstrakcji w układzie ciecz-ciecz.

## Życiorys
Oldshue był absolwentem Illinois Institute of Technology, gdzie uzyskiwał kolejno: bakalaureat (1947), magisterium (1949), doktorat (1951). W latach 1944–1945 zmuszony był przerwać studia; brał wówczas udział w Projekcie Manhattan.
Przez 42 lata kierował działem badawczym w Mixing Equipment Company z Rochester. Po odejściu z firmy w roku 1994 założył Oldshue Technologies International. Był wykładowcą Beijing Univeristy of Chemical Technology. Udzielał się w środowisku: był szefem, a następnie skarbnikiem American Institute of Chemical Engineers, przewodniczył 4. Światowemu Kongresowi Inżynierii Chemicznej (1966). W roku 1980 został członkiem National Academy of Engineering. Laureat wielu branżowych nagród.
W swojej pracy zajmował się między innymi projektowaniem procesów modelowych w instalacjach pilotażowych, co umożliwiało zebranie danych niezbędnych do przeskalowania procesu i uruchomienia pełnowymiarowych zakładów produkcyjnych.
W 2005 był uczestnikiem odbywającego się na Politechnice Poznańskiej seminarium poświęconego procesowi mieszania).

## Życie prywatne
Był protestantem, miał holenderskie korzenie. Brał aktywny udział w działalności YMCA. Miłośnik podróży, odwiedził ponad 120 krajów w tym Polskę. Żonaty, miał trzech synów.

## Upamiętnienie
Illinois Institute of Technology nazwał jego imieniem laboratorium operacji jednostkowych.